# Viola abbreviata
Viola abbreviata je biljna vrsta iz porodice Violaceae. Argentinski je endem iz pokrajina Mendoza i Neuquén. Raste na visinama od 2600 do 2700 metara. Kritično je ugrožena trajnica.